# 阿萬哈爾德 (梅利托波爾區)
46°54′48″N 34°45′18″E / 46.91333°N 34.75500°E
阿萬哈爾德（烏克蘭語：Авангард）是位於烏克蘭東南部的村莊，由扎波羅熱州梅利托波爾區的韋塞萊市鎮負責管轄。該村面積0.44平方公里，海拔高度62米，2001年人口107，人口密度每平方公里243.2人。